# El Molo
El Molo är en ort i Loiyangalanidivisionen i distriktet Marsabit i provinsen Östprovinsen i nordvästra Kenya. Den är belägen på Turkanasjöns sydöstra strand, omkring 10 kilometer norr om staden Loiyangalani. År 1999 hade byn 200 invånare. Befolkningen, som lever av att fiska nilabborre i Turkanasjön, bor i hyddor byggda av den sparsamma buskvegetation som finns i det vulkaniska ödeland som omger den alkaliska insjön.